# Люди Советской России
«Люди Советской России» — серия книг издательства «Советская Россия» (Москва), выходившая в 1963—1987 годах. Книги серии представляли собой документальные очерки или повести о выдающихся людях самых разных областей науки, техники, культуры и искусства — космонавтах, медиках, селекционерах, конструкторах, художниках и др.
Формат книги: 70x108/32 (130х165 мм); в переплёте.

## Книги серии
1963
- Аграновский А. А. Открытые глаза:. — М.: Советская Россия, 1963. — 280 с. — 100 000 экз.

- Дягилев В. Я. Волшебник в белом халате: (О хирурге Ф. Г. Углове: Очерк). — М.: Советская Россия, 1963. — 192 с. — (Люди Советской России).

- Мельников Н. А. Звёздные капитаны: (О лётчиках-космонавтах Героях Советского Союза А. Г. Николаеве и П. Р. Поповиче). — М.: Советская Россия, 1963. — 253, [12] с. — (Люди Советской России). — 30 000 экз.

1965
- Ребров М. Ф., Мельников Н. А. Дай руку, космос!: (О лётчиках-космонавтах Героях Советского Союза П. И. Беляеве и А. А. Леонове). — М.: Советская Россия, 1965. — 218 с. — (Люди Советской России). — 50 000 экз.

1968
- Добровольский Е. Н. Почерк Капицы. — М.: Советская Россия, 1968. — 177, [38] с. — (Люди Советской России).

1972
- Пальман В.И. Продолжение следует...: (О В. С. Пустовойте). — М.: Советская Россия, 1972. — 256, [8] с. — (Люди Советской России). — 50 000 экз.

1973
- Кербер Л. Л. Ту — человек и самолёт: (Об А. Н. Туполеве). — М.: Советская Россия, 1973. — 288, [48] с. — (Люди Советской России). — 50 000 экз. (в пер.)

- Плосков Ф. П. Академик Лукьяненко. — М.: Советская Россия, 1973. — 304, [16] с. — (Люди Советской России). — 30 000 экз.

1974
- Толчёнова Н. П. Мера красоты: Кино С. Бондарчука. — М.: Советская Россия, 1974. — 288, [32] с. — (Люди Советской России).

- Тэсс Т. Н. Путешествие без спутника: (О лауреате Ленинской премии художнике Ю. И. Пименове). — М.: Советская Россия, 1974. — 256, [16] с. — (Люди Советской России). — 50 000 экз.

1975
- Неменова Л. М. Главный геолог: (Документальная повесть о начальнике Главного Тюменского геологического управления Ю. Г. Эрвье). — М.: Советская Россия, 1975. — 224 с. — (Люди Советской России).

1977
- Блянк Р. Р., Поляновский В. Н. Щедрая жизнь: (о К. В. Петровой). — М.: Советская Россия, 1977. — 192 с. — (Люди Советской России).

- Иванов Л. И. Терентий Мальцев — народный академик. — М.: Советская Россия, 1977. — 224 с. — (Люди Советской России). — 30 000 экз.

- Котов А. А. Уральский самоцвет: (Об А. Карпове). — М.: Советская Россия, 1977. — 496 с. — (Люди Советской России). — 50 000 экз.

- Падерин Г. Н. На крутизне поиска: (О директоре Института цитологии и генетики Сибирского отделения АН СССР Д. Беляеве). — М.: Советская Россия, 1977. — 236 с. — (Люди Советской России).

1978
- Злобин А. П. Генеральный директор: Докум. повесть с тремя интервью: (О генеральном директоре производственного объединения «АвтоЗИЛ» П. Д. Бородине). — М.: Советская Россия, 1978. — 288 с. — (Люди Советской России). — 50 000 экз.

- Пистунова А. М. Единосущная троица: (Докум. повесть о Кукрыниксах). — М.: Советская Россия, 1978. — 272 с. — (Люди Советской России). — 50 000 экз.

1980
- Деревянко А. П. В поисках оленя Золотые рога: (Об А. П. Окладникове) / Художник И. С. Клейнард.. — М.: Советская Россия, 1980. — 416, [32] с. — (Люди Советской России). — 75 000 экз.

1981
- Гордеева В. И. Война с красными бабочками: (О В. А. Насоновой). — М.: Советская Россия, 1981. — 224 с. — (Люди Советской России). — 100 000 экз.

1982
- Иншаков П. К. Дела и дни: (Докум. повесть о Г. В. Кирьянове). — М.: Советская Россия, 1982. — 208 с. — (Люди Советской России).

1984
- Михайлов В. М. Путь к истине: (Об А. И. Опарине). — М.: Советская Россия, 1984. — 224 с. — (Люди Советской России).

1987
- Вишневская И. Л. Артист Михаил Ульянов. — М.: Советская Россия, 1987. — 224, [34] с. — (Люди Советской России). — 100 000 экз.

- Зинько Ф. З. Капитан: (О Герое Социалистического Труда В. А. Кириллове). — М.: Советская Россия, 1987. — 224 с. — (Люди Советской России). — 30 000 экз.